# Megachile hilata
Megachile hilata är en biart som beskrevs av Mitchell 1934. Megachile hilata ingår i släktet tapetserarbin, och familjen buksamlarbin. Inga underarter finns listade i Catalogue of Life.